# Sphex melanopus
Sphex melanopus är en biart som beskrevs av Anders Gustaf Dahlbom 1843.
Sphex melanopus ingår i släktet Sphex och familjen grävsteklar. Inga underarter finns listade i Catalogue of Life.